# Памятник Владимиру Челомею (Москва, Бауманская улица)
Па́мятник Влади́миру Челоме́ю — бронзовый бюст конструктору ракетно-космической техники, инженеру-механику Владимиру Челомею. Установлен в 1984 году у здания МГТУ имени Николая Баумана, где академик долгое время преподавал. Авторами проекта являются скульптор В. А. Сонин и архитектор С. И. Кулев.
Скульптура изображает учёного в официальном костюме с медалями на груди. Бюст расположен на гранитном постаменте. Его опоясывает бронзовая лента, на которой повторяются награды конструктора. Ниже надпись: «Герой Социалистического Труда академик Челомей Владимир Николаевич. За особые заслуги в развитии науки и техники Указом Президиума Верховного Совета СССР от 25 апреля 1963 г. награждён второй золотой медалью „Серп и Молот“».